# Нове Чуріно
Нове Чу́ріно (рос. Новое Чурино, чув. Аслă Шăхаль) — присілок у складі Яльчицького району Чувашії, Росія. Входить до складу Новошимкуського сільського поселення.
Населення — 256 осіб (2010; 287 у 2002).
Національний склад:
- чуваші — 100 %